# Academia de Studii Aromatice
Academia de Studii Aromatice, cunoscută și sub denumirea de Aromatic Academy, este prima școală internațional certificată de aromaterapie și aromapsihologie din România și Republica Moldova. Fondată de psihologul și aromaterapeutul Diana Dragomir, instituția oferă cursuri profesionale de formare și certificare în aromaterapie integrativă, cu accent pe aplicabilitatea terapeutică, educațională și științifică a uleiurilor esențiale.

## Istoric
Academia a fost fondată cu scopul de a crea un cadru educațional solid, profesional și etic pentru studiul și aplicarea aromaterapiei în spațiul românesc. Din dorința de a sprijini dezvoltarea unei comunități formate din terapeuți, consilieri și educatori în domeniul aromaterapiei, Academia oferă o curriculă structurată și adaptată standardelor internaționale.

## Misiune
Misiunea Aromatic Academy este aceea de a susține procesul de profesionalizare a aromaterapiei în România și Republica Moldova, prin:
- oferirea unei formări temeinice, bazate pe știință și practică;
- cultivarea unei utilizări conștiente și sigure a uleiurilor esențiale;
- integrarea aromaterapiei în sprijinul echilibrului fizic, emoțional și mental.

Academia pune accent pe o abordare integrativă, care respectă individualitatea, profunzimea proceselor interioare și responsabilitatea profesională.

## Structură educațională
Programul educațional al Academiei este organizat în mai multe etape și niveluri:
- Aromaterapie fundamentală – pentru începători, cu accent pe siguranță, compoziție chimică, metode de extracție și aplicare practică;
- Aromapsihologie – cursuri axate pe influența aromelor asupra psihicului uman, reglarea sistemului nervos și susținerea emoțională;
- Cursuri avansate și mentorat – pentru cei care doresc să aplice aromaterapia în contexte profesionale (clinice, educaționale, consiliere).

Formarea are loc exclusiv online, sub formă de cursuri asincrone și sesiuni live. Participanții beneficiază de studii teoretice aprofundate, exemple aplicate, sesiuni de întrebări și răspunsuri, precum și de supervizare individuală în procesul de învățare și aplicare.

## Certificare
Cursurile oferite de Academia de Studii Aromatice sunt certificate la nivel internațional și conforme cu standardele globale ale educației în aromaterapie. Absolvenții primesc diplome care atestă competențele dobândite în utilizarea profesională a uleiurilor esențiale, în contexte personale și terapeutice.

## Fondatoare
Academia a fost fondată de Diana Dragomir, psiholog, aromaterapeut și cadru universitar. Cu o formare profesională completă în aromaterapie integrativă și medicină aromatică, Diana Dragomir este și cea care coordonează programele educaționale din cadrul Academiei: procesul de formare, mentorat și supervizare. Activitatea sa este dedicată, în special, integrării aromaterapiei în susținerea sănătății mentale și emoționale, pe baze științifice și umaniste.